# Honda XRV-650 AfricaTwin
Honda XRV-650 AfricaTwin je motocykl kategorie enduro, který vyráběl přední japonský výrobce motocyklů – Honda v letech 1988–1989. Motocykl je založen na modelu Honda NXR-750, který vyhrál Rally Paříž - Dakar čtyřikrát v osmdesátých letech.
Motor byl převzat z Hondy Transalp o výkonu 50 PS. V roce 1989 byl u motoru zvětšen objem na 750 cm³ a výkon na 60 PS, a tento nástupce byl označen jako Honda XRV-750 AfricaTwin.

## Technické parametry
- Motor
  - Mazání: tlakové oběžné
  - Zapalování: digitální elektronické
  - Spouštění: elektrické
- Převody
  - Spojka:	vícelamelová v olejové lázni
- Podvozek
  - Rám: z ocelových trubek a profilů
  - Přední kolo:	s drátovým výpletem 21
  - Zadní kolo: s drátovým výpletem 17

- Rozměry a hmotnosti
  - Pohotovostní hmotnost: 220 kg
  - Maximální rychlost: 168 km/hod